# Prošovce
Prošovce (makedonsky: Прошовце) je vysídlená vesnice v Severní Makedonii. Nachází se v opštině Vrapčište v Položském regionu. 
Leží v pohoří Šar Planina v nadmořské výšce 1200 metrů, západně od vesnice Požarane, pod jejíž správu nyní spadá. 

## Historie
Prošovce byly v minulosti malou horskou vesnicí. Tvořila ji především čtvrť s makedonskými pravoslavnými obyvateli, která ležela asi 1 km jihozápadně od dnešní polohy vesnice. V polovině 19. století se zde usadili Albánci ze severu Albánie. V místě, kde jsou dnešní pozůstatky vesnice, založili svou vlastní čtvrť a vesnice tak byla dvounárodnostní. Rozdělila se na Horní Prošovce, kde žili makedonští obyvatelé a Dolní Prošovce, kde žily albánské rodiny. Makedonské obyvatelstvo časem vesnici opustilo a vesnice tak byla opět sjednocena.
Prošovce jsou velmi starou osadou, zmiňovány byli již v letech 1461 a 1462. Vesnice je také zmiňována ve spisech z roku 1470, kdy Kebir Mehmed Bey rozděluje mezi své tři syny tři vesnice - Prošovce, Galate a Požarane, které zdědil po své matce. Až do 19. století byla vesnice čistě pravoslavná a makedonská. Stálo zde 40 domů, ale po příchodu Albánců se původní obyvatelstvo postupně začalo stěhovat. Nejvíce obyvatel odešlo do sousedních Požarane, dále pak do Dufu, Tetova, Blace, Galate a Brvenice. 
Když byla vesnice křesťanská, měla svůj vlastní kostel. Zasvěcen byl sv. Afanasijovi a nacházel se poblíž řeky Vrapčiška. Hroby se nacházely rovněž v okolí kostela. Pozůstatky kostela byly zřetelné až do konce 19. století. V roce 1900 měla vesnice 12 domů a všichni její obyvatelé byli Albánci. V roce 1944 se místní obyvatel podílely na partyzánské činnosti a zavraždili několik vojáků. Vesnice byla za trest vypálena a místní obyvatelé byli vyhnáni. V roce 1947 se sem vrátily pouze 3 rodiny. V současné době je vesnice neobydlená a zůstalo jen několik zřícenin domů. 